# Rejuvenation
Rejuvenation es el quinto álbum de estudio de la banda estadounidense The Meters. Fue publicado el 3 de julio de 1974 a través del sello discográfico Reprise Records.

## Antecedentes
The Meters grabaron sus 3 primeros álbumes, en su mayoría instrumentales, con Josie Records, antes de firmar con Reprise y grabar Cabbage Alley en 1972, su primer álbum que incluía principalmente canciones vocales y arreglos. Rejuvenation fue el siguiente álbum. 

## Grabación y contenido
| “Mucho de esto suena muy de los ‘setenta’, como si hubiésemos terminado con la suciedad de los años sesenta, pero ¿habían terminado los años sesenta con nosotros?” —George Porter, Jr. sobre el álbum. |

Las sesiones de Rejuvenation tuvieron lugar en los estudios de Allen Toussaint, Sea-Saint, en Nueva Orleans, Luisiana. Toussaint coprodujo el álbum junto con la banda y Ken Laxton se desempeñó como ingeniero de audio. Una vez completas las sesiones de grabación del álbum, Bob Irwin y Al Quaglieri lo masterizaron en Warner Bros. Recording Studios, en North Hollywood, Los Ángeles. Rejuvenation contenía nueve canciones. Todas las canciones fueron escritas por los miembros de The Meters, conformada por Leo Nocentelli, Art Neville, Joseph “Ziggy” Modeliste, y George Porter, Jr. Algunas de las canciones del álbum incluyen arreglos de sección de vientos de Wardell Quezergue. Lowell George, líder de Little Feat, toca la slide guitar en «Just Kissed My Baby».

## Recepción de la crítica
Un escritor no especificado de Record World escribió: “Con la tendencia actual de que los agitadores rítmicos obtengan grandes puntajes en las discotecas y luego asuman sus posiciones adecuadas en las listas, parece que the Meters (en equipo con la hábil producción de Allen Toussaint) están a punto de ascender un poco”.

## Lista de canciones
Todas las canciones escritas y compuestas por Leo Nocentelli, Art Neville, Joseph “Ziggy” Modeliste, y George Porter, Jr.
Lado uno
1. «People Say» – 5:15
2. «Love Is for Me» – 3:49
3. «Just Kissed My Baby» – 4:42
4. «What'cha Say» – 3:27
5. «Jungle Man» – 3:23

Lado dos
1. «Hey Pocky A-Way» – 4:01
2. «It Ain't No Use» – 11:48
3. «Loving You Is on My Mind» – 3:13
4. «Africa» – 3:56